# Aleister Crowley
Edward Alexander Crowley (12 d'octubre del 1875 - 1 de desembre del 1947), més conegut com a Aleister Crowley, però també com a Frater Perdurabo i The Great Beast (La gran bèstia), va ser un influent ocultista, místic, poeta i mag cerimonial, fundador de la filosofia religiosocientífica (des d'un punt de vista espiritual) anomenada Thelema. Va ser membre de l'organització esotèrica Hermetic Order of the Golden Dawn i, a més a més, líder de l'Ordi Templi Orientis (OTO). També es va dedicar a escriure, i va ser l'autor d'obres com el llegendari Llibre de la Llei, el llibre sagrat de Thelema, i, a més de llibres màgics, també va escriure poemes i petites obres de ficció. El seu propi Tarot, que va dissenyar amb l'ajuda d'una companya, s'anomena Tarot de Thoth.

## Biografia
Fill del milionari Edward Crowley, que va morir l'any 1886, l'Aleister Crowley va quedar orfe i va viure amb la seva mare. Aquesta, davant l'actitud del seu fill, l'anomenà La Bèstia i la persona més dolenta del món, fet que va agradar a Crowley en aquell moment.
La seva família era cristiana, però ell va rebutjar totalment aquesta religió, i se sentia més identificat amb els números 666.
Li agradaven els escacs, el ciclisme i l'alpinisme, entre moltes altres disciplines.
En Crowley va estudiar a Cambridge on es va sentir lliure i lluny de la família. En aquell moment de la vida, va ser quan va començar a escriure poemes i documents de caràcter eròtic. Va perdre la virginitat als 14 anys i això el va convertir en un gran amant del sexe. Però no tan sols d'això sinó que també va experimentar amb les drogues; sempre vivint al límit i essent un viatger indomable. Va visitar: Egipte, Espanya, Alemanya, la India, França, el Marroc, Itàlia, Mèxic (on va obtenir el grau 33 de la maçoneria) i els Països Baixos, entre d'altres.
També va escriure molts llibres de ioga, meditació, i la càbala.
Finalment, l'Aleister Crowley va morir l'1 de desembre de l'any 1947 als 72 anys dient per sota el nas: "M'odio."

## El Llibre de la Llei
Crowley deia que es va sentir com mai en el que fou el temps de desenvolupament d'aquesta obra, el Llibre de la Llei (Liber Al VEL Legis sub figura CCXX), ja que va rebre la trucada d'un ésser extraordinari, no humà, amb aspecte comú des d'un punt de vista extraterrestre. Aquest ésser es deia Aiwaz o Aiwass, representat amb el número 78.
El Llibre de la Llei té una frase molt coneguda pels fanàtics de la seva ciència: "Fer el que vulguis serà el tot de la llei". I una altra com: "L'amor és la llei, l'amor sota voluntat".
Un cop en Crowley va tenir el que volia, és a dir, un Vaticà de la seva "religió" o, més ben dit, ciència espiritual, va continuar amb les seves investigacions i amb els seus experiments màgics i de caràcter sexual, fins que el govern de Mussolini el va expulsar d'Itàlia.

## Poemes de Crowley
Dels seus poemes destaquen els de caràcter eròtic, apassionat i, potser fins i tot, pornogràfic dins d'un context històric relativament antic. Per exemple, el seu primer llibre de poemes va ser anomenat Taques blanques. També hi ha una recopilació de poemes amb el títol: Clouds Without Water (núvols sense aigua). És conegut que va tenir contacte amb els escriptors Fernando Pessoa, conegut poeta portugués, i amb Bram Stoker, famós per escriure Dràcula. Suposadament, Stoker es va inspirar en la figura del mateix Aleister Crowley per fer-se una idea de l'aparença física d'aquest personatge literari tan popular.

## Cultura popular
- L'Aleister Crowley va aparèixer a la portada de l'àlbum (considerat com el millor àlbum de la historia per Rolling Stone'), Sgt. Pepper's Lonely Hearts Club Band dels The Beatles.
- En Bruce Dickinson, cantant de la banda britànica de heavy metal Iron Maiden, es considera un fanàtic d'en Crowley i li va escriure una cançó de tribut anomenada "Revelations".
- En Jimmy Page, conegut guitarrista del grup de rock Led Zeppelin també era un fanàtic de Crowley, fins a l'extrem que va comprar la seva antiga mansió per viure-hi. Es deia que Page i Perdurabo estaven comunicats. Un membre de la familia de Charles Manson també va intentar comunicar-se amb Page.
- S'esmenta l'Aleister Crowley al llibre "París era una festa" d'Ernest Hemingway (pàgina 87).
- "Perdurabo (Where is Aleister Crowley?)" és una pel·lícula escrita i dirigida pel Carlos Atanes el 2003. L'any 2024 va publicar la novel·la "Perplejidad (Aleister Crowley en la Boca del Infierno)" amb l'editorial Dilatando Mentes.
- L'Ozzy Osbourne va escriure la cançó "Mr. Crowley", en què descrivia la vida d'aquest mag.
- El seu nom ha inspirat el personatge d'Anthony J. Crowley, un dimoni, a la popular novel·la de Good Omens escrita al 1990 per Terry Pratchett i Neil Gaiman, i la sèrie de televisió homònima estrenada l'any 2019.